# Lesath
Lesath eller Ypsilon Scorpii (υ Scorpii, förkortat Ypsilon Sco, υ Sco), som är stjärnans Bayerbeteckning,  är en stjärna belägen nära Lambda Scorpii i sydöstra delen av stjärnbilden Skorpionen. De två bildar ett optiskt par som ibland kallas "Kattens ögon". Den har en skenbar magnitud på 2,7 och är tillräckligt ljus för att vara synlig för blotta ögat. Baserat på parallaxmätningar befinner den sig på ett avstånd av 580 ljusår (ca 177 parsek) från solen.

## Nomenklatur
Ypsilon Scorpii har det traditionella namnet Lesath (alternativt stavat Leschath, Lesuth), från det arabiska las'a, "passage (eller bett) av ett giftigt djur". Detta är en feltolkning av Scaliger (en europeisk astronom som kunde arabiska) för det tidigare "Alascha", som kom från arabiska al laţkha "den dimmiga fläcken", med hänvisning till det närliggande öppna stjärnhopen M7. År 2016 organiserade Internationella astronomiska unionen en arbetsgrupp för stjärnnamn (WGSN) med uppgift att katalogisera och standardisera riktiga namn för stjärnor. WGSN godkände namnet Lesath för denna stjärna den 21 augusti 2016 och det är nu inskrivet i IAU:s Catalog of Star Names.
Tillsammans med Lambda Scorpii (Shaula) är Lesath listat i det babyloniska kompendiet MUL.APIN som dSharur4 u dShargaz, vilket betyder "Sharur och Shargaz". På koptiska kallades de Minamref Det inhemska boorongfolk i nordvästra Victoria kallade den Karik Karik (tillsammans med Lambda Scorpii), "falkarna".

## Egenskaper
Lesath tillhör spektralklass B2 IV, med luminositetsklass "IV" som anger att den är en underjättestjärna. Stjärnans utstrålning från dess yttre skikt är 12 300 gånger den hos solen vid en yttemperatur på 22 831 K. Stjärnan har en radie som är 6,1 gånger större än solens och dess massa är 11 gånger solmassan.